# Õunaku laht
Õunaku laht (Õunakuviken) är en vik vid Dagö i västra Estland. Den ligger på gränsen mellan kommunerna Käina och Pühalepa, båda i Hiiumaa (Dagö) (Dagö län). 
Den ligger utmed Dagös sydöstra strand, avgränsas i väster av ön Kassari och i öst av udden Salinõmme poolsaar och ön Saarnaki laid. I vikens centrala del ligger udden Õunaku poolsaar och ön Ruserahu. Viken är en del av det större havsområdet Moonsund.